# Archidekanat dla powiatu Medzilaborce
Archidekanat dla powiatu Medzilaborce – prawosławny archidekanat w eparchii preszowskiej Kościoła Prawosławnego Czech i Słowacji. Siedzibą archidekanatu jest Výrava.
W skład archidekanatu wchodzi 14 parafii:
- Parafia Narodzenia Matki Bożej w Čabinach
- Parafia Soboru św. Jana Chrzciciela w Krásnym Brodzie
- Parafia Świętego Ducha w Medzilaborcach
- Parafia św. Michała Archanioła w Medzilaborcach–Vydrani
- Parafia Zaśnięcia Matki Bożej w Nižnej Jablonce
- Parafia Narodzenia Matki Bożej w Oľšinkovie
- Parafia Narodzenia Matki Bożej w Palocie
- Parafia św. Michała Archanioła w Rokytovcach
- Parafia Świętych Siedmiopoczetników w Sukovie
- Parafia Opieki Matki Bożej w Svetlicach
- Parafia Świętych Apostołów Piotra i Pawła w Valentovcach
- Parafia Zaśnięcia Matki Bożej w Výravie
- Parafia Świętych Apostołów Piotra i Pawła w Výšnej Jablonce
- Parafia Wniebowstąpienia Pańskiego w Zbudskiej Belej